# Українське (Кам'янський район)
Українське (до 2016 — Октя́брське) — село в Україні, у Затишнянській сільській громаді Кам'янського району Дніпропетровської області.
Населення — 151 мешканець.
Село було внесено до переліку населених пунктів, які потрібно перейменувати згідно із законом «Про засудження комуністичного та націонал-соціалістичного (нацистського) тоталітарних режимів в Україні та заборону пропаганди їхньої символіки».

## Історія
Село виникло як єврейська землеробська колонія Най Вег в 20-х роках ХХ століття. Згодом його було перейменовано на Октябрське. Внаслідок виконання закону про декомунізацію в 2016 році отримало сучасну назву — Українське.

## Географія
Село Українське розміщене за 3,5 від річки Базавлук і за 2,5 від річки Водяна. По селу протікає пересихаючий струмок із загатою. Поруч проходить автомобільна дорога Н11.

## Населення

### Мова
Розподіл населення за рідною мовою за даними перепису 2001 року:
| Мова       | Кількість | Відсоток |
| ---------- | --------- | -------- |
| українська | 141       | 93.38%   |
| російська  | 10        | 6.62%    |
| Усього     | 151       | 100%     |